# Aboriella
Genre
Classification phylogénétique
Aboriella est un genre monotypique de plantes à fleurs de la famille des  Urticacées , originaire de l'est de l' Himalaya . La seule espèce est Aboriella myriantha .
Parfois, ce genre est inclus dans Pilea par certains auteurs. 